# Tritonschnecken

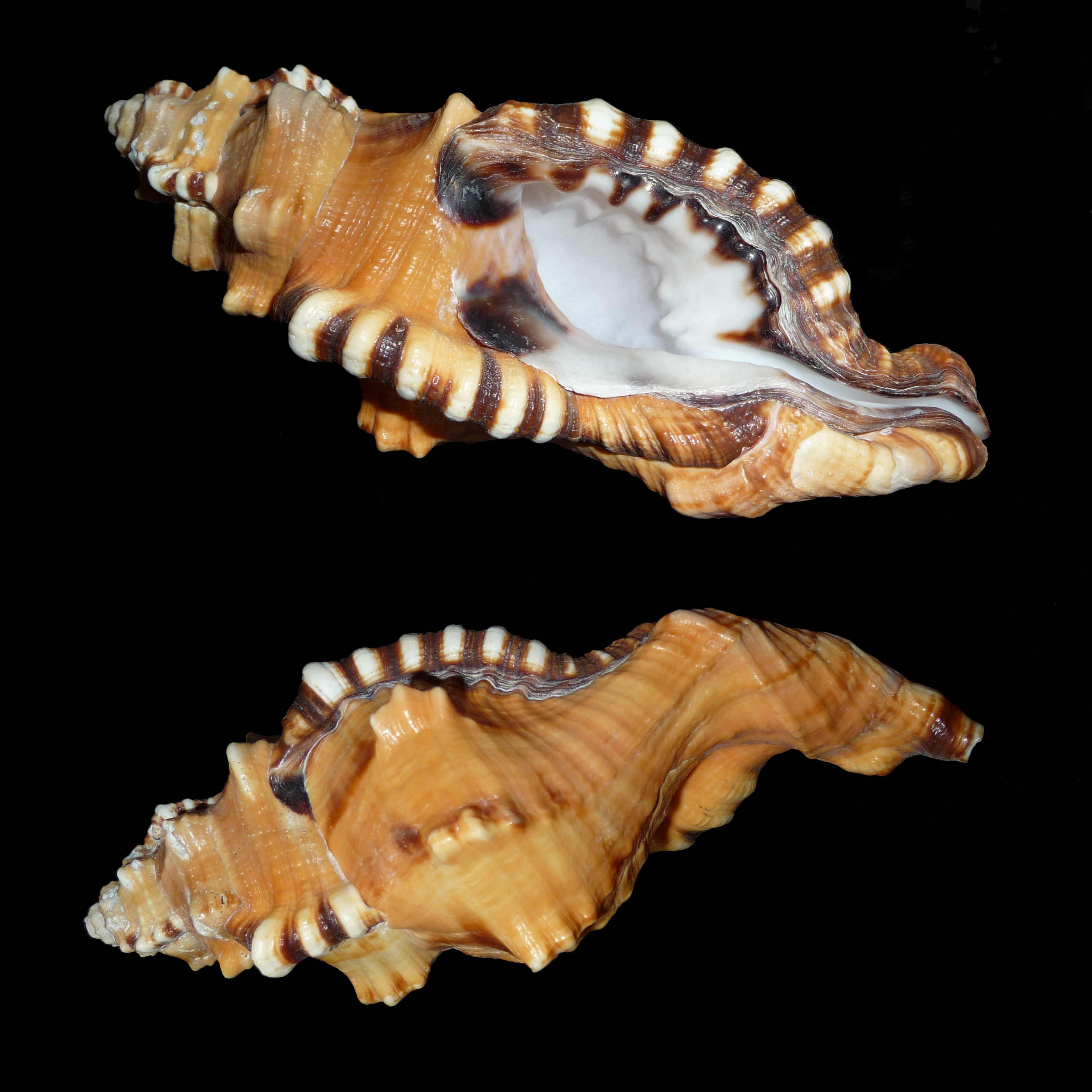
Cymatium lotorium

Die Tritonschnecken (Ranellidae) sind eine Familie meist recht großer, ausschließlich im Meer lebender Schnecken. Alle Vertreter der Familie sind Räuber, die in tropischen und subtropischen Meeren leben.

## Merkmale
Die Gehäuse sind rechtsgewunden und trochospiral aufgerollt. Die Mündung ist meist oval mit umgeschlagenen Rändern. Die Öffnung kann durch Querrippen und „Zähne“ (Vorsprünge) verengt und modifiziert sein. Häufig ist das untere Ende in einen Siphonalkanal ausgezogen. Manche der Gehäuse sind stark ornamentiert. Die Adultgröße reicht von 1,5 bis 50 cm. Der gut entwickelte Fuß ist sehr muskulös. Der Kopf weist keine oder nur eine kurze Schnauze auf. Die Fühlerbasen sind stark verdickt. Daher sitzen die an den Fühlerbasen sitzenden Augen relativ hoch über dem eigentlichen Kopf. Die Gehäuseöffnung kann mittels eines Operculum verschlossen werden. Die Familie ist, soweit bekannt, getrenntgeschlechtlich. Die ontogenetische Entwicklung ist innerhalb der Familie nicht einheitlich. Während die Entwicklung meist über eine planktonfressende Larve verläuft, kommen auch Nähreier vor, d. h. der Embryo frisst andere, meist unbefruchtete Eier im Gelege und schlüpft als fertiges kleines Tier aus der schützenden Gelegehülle.

## Lebensweise
Tritonschnecken ernähren sich räuberisch von Stachelhäutern, Seescheiden, Muscheln und anderen Schnecken. Sie leben in allen subtropischen und tropischen Meeren, meistens im Gezeitenbereich, in Korallenriffen, an Felsküsten und im sandigen Flachwasser. Die Beute wird dabei meist von den Sekreten der großen Speicheldrüsen gelähmt und z. T. wohl auch vorverdaut. Die Beute wird dann je nach Größe ganz verschlungen oder mit der Radula zerkleinert.
Die bevorzugte Beute unterscheidet sich innerhalb der Familie Ranellidae: Die Tritonshörner (Gattung Charonia) fressen vor allem Stachelhäuter. Cabestana spengleri und Ranella australasia fressen fast ausschließlich Seescheiden, Septa parthenopium sowohl Muscheln als auch Seescheiden. Verschiedene Vertreter der Gattung Cymatium fressen dagegen schalentragende Weichtiere, je nach Art eher Muscheln oder eher Schnecken. Einige Cymatium-Arten, insbesondere Cymatium muricinum, können zu einem Problem in Muschelzuchten werden.

## Systematik
Millard (1997) und Riedel (2000) stellen die Familie in die Überfamilie Cassoidea, Ponder & Lindberg (1997) und Bouchet & Rocroi (2006) in die Überfamilie Tonnoidea. Der Familienname Cassoidea wurde bereits 1825 von Latreille aufgestellt wurde und damit eindeutig Priorität vor Tonnoidea Suter, 1913 (vgl. IRZN).
Die Familie Ranellidae wird in zwei Unterfamilie unterteilt:
- Cymatiinae Iredale, 1913
- Ranellinae Gray, 1854
  - Charonia tritonis (auch Tritonshorn)
  - Cabestana cutacea (Linnaeus, 1767)

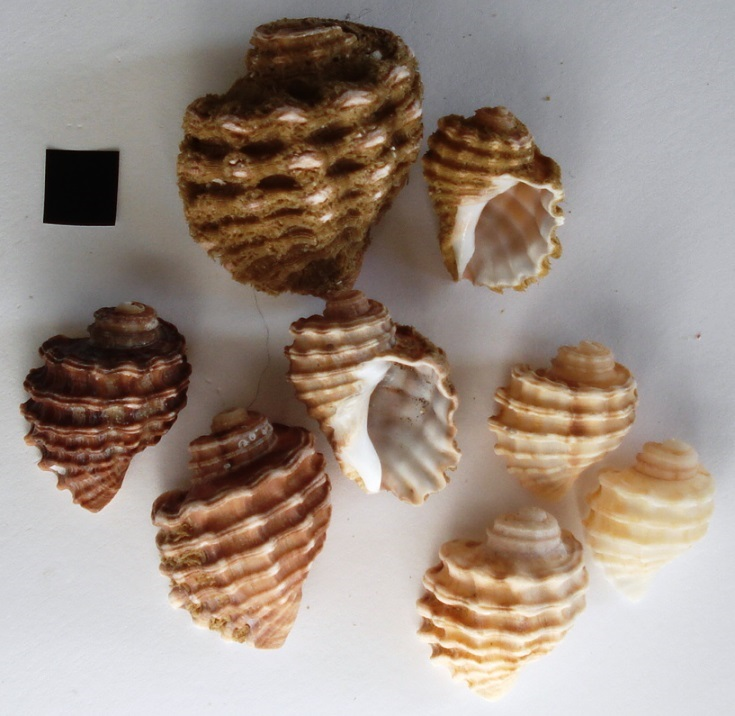
Cabestana cutacea (Linnaeus, 1767) von der Küste Südafrikas